# Fernanda Colombo
Fernanda Colombo Uliana (Criciúma, Santa Catarina, Brasil, 24 de abril de 1991) es una ex-modelo y exárbitra de fútbol brasileña, reconvertida al periodismo deportivo. Es considerada la mejor árbitra de Brasil y es una de las más exitosas en su disciplina.

## Biografía
Nació en la ciudad de Criciúma, en el estado de Santa Catarina, su madre es Vera Colombo.

### Educación
Después de un bachillerato en Brasilia, siguió una licenciatura en educación física en su ciudad natal.

## Carrera

### Como árbitro de fútbol
A pesar de haber comenzado su carrera como modelo cuando era adolescente, se enamoró del fútbol, donde se formó como árbitro.
Desde 2010, fue árbitro asistente en la serie C3, luego ascendió a la primera división brasileña y la Copa de Brasil. Posteriormente en su carrera, intervino como árbitra especial en la Primera División ecuatoriana.
Llamó la atención de los medios cuando, durante un partido amistoso del Barcelona Sporting Club, se metió la mano en el bolsillo tras una falta de Kitu Díaz, pero en lugar de una tarjeta roja, solo salió un pañuelo y se secó el sudor de la frente, donde mostró una cara sonriente. Después de este partido, el video del pañuelo se volvió viral y ella fue objeto de una gran ola de acoso sexual en las redes sociales y por correo electrónico de la que denunció por esas actividades.
También destacó como jugadora de 2014 a 2017, pero dejó de lado la práctica de fútbol para dedicarse al arbitraje.
Luego trabajó como entrenadora personal en el gimnasio, especializándose en hidrofitness, en paralelo a su actividad como árbitro.
Para la Copa Mundial de la FIFA 2014, desarrollado en su país natal Brasil, la Confederación Brasileña de Fútbol la nombró árbitro suplente, sin embargo, no fue seleccionada. Luego se desempeñó como juez oficial de la FIFA durante la Copa del Mundo de 2018 en Rusia.

### Como periodista y autor de artículos periodísticos
En 2017 Colombo dejó su cargo como árbitro y comenzó a escribir sobre fútbol para el sitio web Métropoles. Cubrió la Copa Mundial Femenina del 2019 como columnista y comentarista deportiva.
También ha escrito un libro llamado Vamos Jogar Futebol (traducido al español-Juguemos al fútbol-), en el que explica las reglas del fútbol.

## Vida personal
Fernanda Colombo está casada con el ex árbitro de la FIFA Sandro Meira Ricci, que es 17 años mayor que ella. Anunciaron su compromiso en un programa de televisión en el 2018.
También es influencer en Instagram donde es seguida por más de 700.000 personas por sus atrevidos y divertidos videos.